# Paolo Pulici
Paolo Pulici, all'anagrafe Paolino Pulici (Roncello, 27 aprile 1950), è un allenatore di calcio ed ex calciatore italiano, di ruolo attaccante.
Soprannominato Puliciclone (appellativo inventato da Gianni Brera) o, più affettuosamente, Pupi, con 172 gol totali con la maglia del Torino è il primatista dei marcatori del club granata di tutti i tempi.
Nel 2014 è stato inserito nella Hall of Fame del Torino; il suo è stato il primo nome in assoluto a venirvi eletto, nella categoria "Attaccanti".
Dal 1990 insegna il gioco del calcio presso la Tritium, occupandosi della scuola calcio che porta il suo nome.

## Caratteristiche tecniche

### Giocatore

Pulici (al centro) premiato nel 1976 per il suo terzo e ultimo titolo di capocannoniere del campionato italiano; alla sua sinistra, il presidente torinista Orfeo Pianelli

Destro naturale, era molto abile anche col piede sinistro; veloce e forte fisicamente, era particolarmente dotato nel gioco aereo e acrobatico. Era inoltre un abile rigorista.

## Carriera

### Giocatore

#### Club

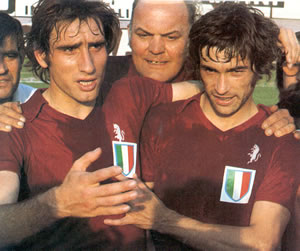
Pulici (a destra) e il suo gemello nell'attacco granata, Francesco Graziani, festeggiano la vittoria del campionato 1975-1976

Scartato dall'Inter, il Torino lo acquistò nel 1967 dal Legnano inserendolo nella formazione Primavera. L'allenatore Edmondo Fabbri lo lanciò come titolare nella stagione 1968-1969 nella partita Torino-Cagliari (0-0). Nelle prime quattro stagioni in maglia granata (di cui tre da titolare) disputò 79 partite di campionato realizzando solamente 9 reti, a causa di carenze tecniche e di mancanza di freddezza sottoporta.
Nel 1972 l'allenatore Gustavo Giagnoni lo escluse dall'undici titolare per un periodo di due mesi, dedicato al raffinamento della tecnica individuale con l'ausilio dei tecnici del settore giovanile, e nel campionato 1972-1973 realizzò 17 reti, laureandosi capocannoniere del campionato insieme a Gianni Rivera e Giuseppe Savoldi. Si ripeté nel 1975 e nel 1976, quando realizzò 21 reti nel campionato vinto dai granata, giocando in coppia con Francesco Graziani (i due vennero soprannominati i gemelli del gol): suo il gol decisivo, all'ultima giornata contro il Cesena.
Con la maglia granata, con la quale disputò 14 campionati, ha giocato 437 partite, segnando 172 reti tra campionato e coppe. Oltre allo scudetto, conquistò un secondo posto in campionato nella stagione 1976-1977 e, in precedenza, la Coppa Italia 1970-1971.
Nelle annate successive allo scudetto il numero di reti diminuì, fino a un minimo di 3 nella stagione 1979-1980, in concomitanza con l'esaurimento del ciclo legato a Luigi Radice. Nel 1982 ottenne la lista gratuita dal Torino e si trasferì all'Udinese; nel corso del campionato si assisté a un episodio particolare: durante la partita che vedeva impegnata l'Udinese contro la sua ex squadra, il Torino, il pubblico granata arrivò a fischiare il diretto marcatore di Pulici, Luigi Danova, pur molto amato dai tifosi, a ogni contrasto sull'ex beniamino.
Dopo una stagione in Friuli, passò alla Fiorentina, con la quale chiuse la sua carriera agonistica.

#### Nazionale

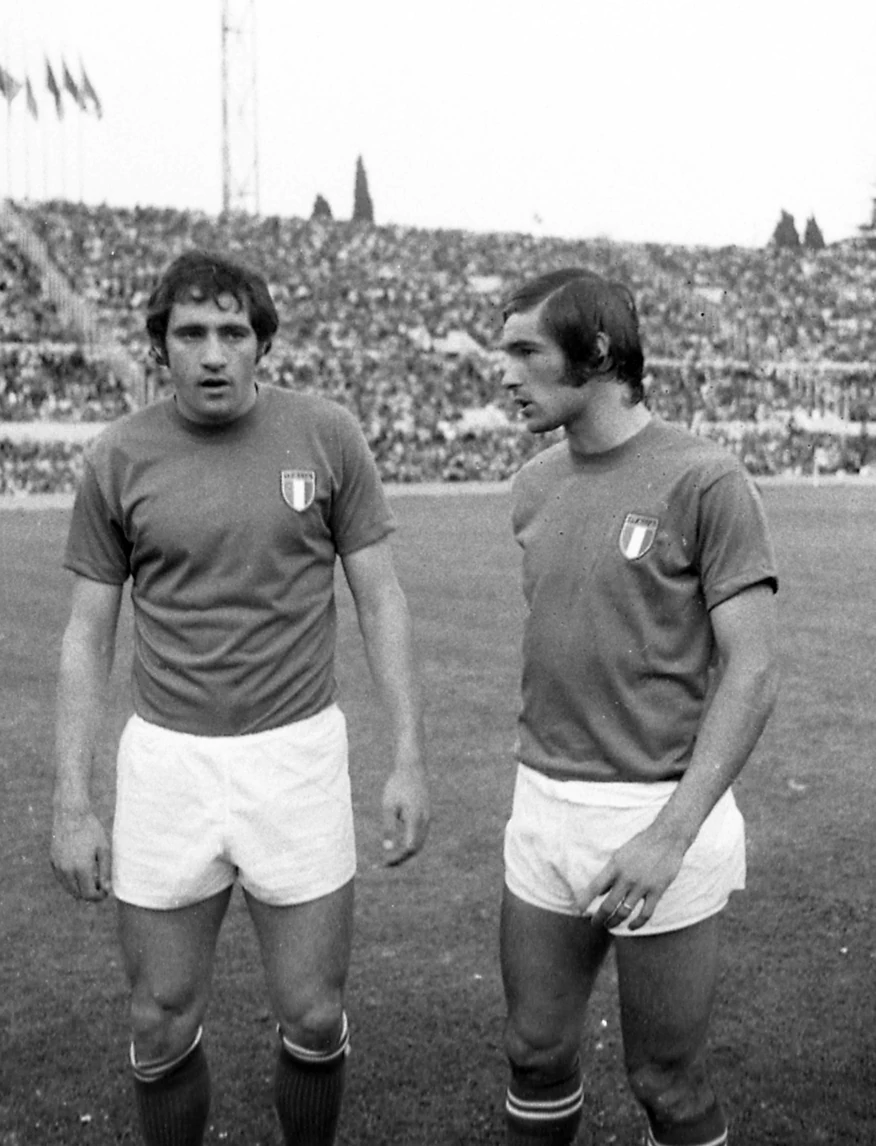
Pulici (a destra) e Giorgio Chinaglia con la maglia azzurra della nazionale italiana nel 1973

In nazionale disputò 19 partite segnando 5 gol; anche qui venne spesso schierato in coppia con Graziani ma, a differenza di quest'ultimo, in maglia azzurra non riuscì a ripetere le prestazioni offerte in granata, vedendosi a conti fatti precluso il posto in squadra dal più efficace Roberto Bettega. Fu convocato anche per due edizioni dei mondiali (Germania Ovest 1974 e Argentina 1978), ma in entrambe le occasioni non fu mai schierato in campo.

### Allenatore
Dopo il ritiro è entrato a far parte dello staff tecnico del Piacenza come allenatore in seconda, dopo che la società emiliana lo aveva contattato per riprendere l'attività agonistica. Dal 1986 al 1988 è stato al fianco di Titta Rota, mentre nella stagione 1988-1989 ha ricoperto il ruolo di vice di Enrico Catuzzi e successivamente di Attilio Perotti.
Lasciato il mondo del professionismo, dal 1990 allena i Pulcini della Tritium di Trezzo sull'Adda.

## Nella cultura di massa
Il calciatore è stato occasionalmente omaggiato in ambito musicale. La band ska torinese Statuto gli ha dedicato, nell'album Sempre, la canzone Facci un gol; lo stesso Pulici compare nel videoclip del brano e ha partecipato ad alcune esibizioni dal vivo della band. Il cabarettista e musicista Flavio Oreglio, nonostante la sua fede interista, ha dedicato a Pulici la canzone Ciclone contenuta nell'album Il momento è catartico... e ci chiamano poeti (2004).

## Statistiche

### Presenze e reti nei club
| Stagione          | Squadra           | Campionato        | Campionato | Campionato | Coppe nazionali | Coppe nazionali | Coppe nazionali | Coppe continentali | Coppe continentali | Coppe continentali | Altre coppe | Altre coppe | Altre coppe | Totale | Totale |
| Stagione          | Squadra           | Comp              | Pres       | Reti       | Comp            | Pres            | Reti            | Comp               | Pres               | Reti               | Comp        | Pres        | Reti        | Pres   | Reti   |
| ----------------- | ----------------- | ----------------- | ---------- | ---------- | --------------- | --------------- | --------------- | ------------------ | ------------------ | ------------------ | ----------- | ----------- | ----------- | ------ | ------ |
| 1966-1967         | Legnano           | C                 | 1          | 0          | -               | -               | -               | -                  | -                  | -                  | -           | -           | -           | 1      | 0      |
| 1967-1968         | Torino            | A                 | 0          | 0          | CI              | 0               | 0               | -                  | -                  | -                  | Int         | 0           | 0           | 0      | 0      |
| 1968-1969         | Torino            | A                 | 6          | 1          | CI              | 5               | 0               | CdC                | 0                  | 0                  | -           | -           | -           | 11     | 1      |
| 1969-1970         | Torino            | A                 | 24         | 0          | CI              | 7               | 2               | -                  | -                  | -                  | -           | -           | -           | 31     | 2      |
| 1970-1971         | Torino            | A                 | 23         | 3          | CI              | 10              | 5               | -                  | -                  | -                  | CM          | 0           | 0           | 33     | 8      |
| 1971-1972         | Torino            | A                 | 26         | 5          | CI              | 1               | 0               | CdC                | 5                  | 1                  | CdL         | 2           | 0           | 34     | 6      |
| 1972-1973         | Torino            | A                 | 29         | 17         | CI              | 4               | 1               | CU                 | 2                  | 0                  | CAI         | 1           | 0           | 36     | 18     |
| 1973-1974         | Torino            | A                 | 25         | 14         | CI              | 4               | 1               | CU                 | 1                  | 0                  | -           | -           | -           | 30     | 15     |
| 1974-1975         | Torino            | A                 | 23         | 18         | CI              | 5               | 4               | CU                 | 1                  | 1                  | -           | -           | -           | 29     | 23     |
| 1975-1976         | Torino            | A                 | 30         | 21         | CI              | 4               | 2               | -                  | -                  | -                  | -           | -           | -           | 34     | 23     |
| 1976-1977         | Torino            | A                 | 29         | 16         | CI              | 3               | 2               | CC                 | 4                  | 0                  | -           | -           | -           | 36     | 18     |
| 1977-1978         | Torino            | A                 | 28         | 12         | CI              | 5               | 4               | CU                 | 6                  | 4                  | -           | -           | -           | 39     | 20     |
| 1978-1979         | Torino            | A                 | 20         | 10         | CI              | 4               | 3               | CU                 | 2                  | 0                  | -           | -           | -           | 26     | 13     |
| 1979-1980         | Torino            | A                 | 23         | 3          | CI              | 4               | 0               | CU                 | 1                  | 0                  | -           | -           | -           | 28     | 3      |
| 1980-1981         | Torino            | A                 | 22         | 9          | CI              | 7               | 2               | CU                 | 4                  | 1                  | TC          | 1           | 2           | 34     | 14     |
| 1981-1982         | Torino            | A                 | 27         | 5          | CI              | 9               | 3               | -                  | -                  | -                  | -           | -           | -           | 36     | 8      |
| Totale Torino     | Totale Torino     | Totale Torino     | 335        | 134        |                 | 72              | 29              |                    | 26                 | 7                  |             | 4           | 2           | 437    | 172    |
| 1982-1983         | Udinese           | A                 | 26         | 5          | CI              | 5               | 0               | -                  | -                  | -                  | -           | -           | -           | 31     | 5      |
| 1983-1984         | Fiorentina        | A                 | 20         | 1          | CI              | 7               | 5               | -                  | -                  | -                  | -           | -           | -           | 27     | 6      |
| 1984-1985         | Fiorentina        | A                 | 20         | 2          | CI              | 8               | 3               | CU                 | 3                  | 1                  | -           | -           | -           | 31     | 6      |
| Totale Fiorentina | Totale Fiorentina | Totale Fiorentina | 40         | 3          |                 | 15              | 8               |                    | 3                  | 1                  |             | -           | -           | 58     | 12     |
| Totale carriera   | Totale carriera   | Totale carriera   | 402        | 142        |                 | 92              | 37              |                    | 29                 | 8                  |             | 4           | 2           | 527    | 189    |

### Cronologia presenze e reti in nazionale
| Cronologia completa delle presenze e delle reti in nazionale ― Italia | Cronologia completa delle presenze e delle reti in nazionale ― Italia | Cronologia completa delle presenze e delle reti in nazionale ― Italia | Cronologia completa delle presenze e delle reti in nazionale ― Italia | Cronologia completa delle presenze e delle reti in nazionale ― Italia | Cronologia completa delle presenze e delle reti in nazionale ― Italia | Cronologia completa delle presenze e delle reti in nazionale ― Italia | Cronologia completa delle presenze e delle reti in nazionale ― Italia |
| Data                                                                  | Città                                                                 | In casa                                                               | Risultato                                                             | Ospiti                                                                | Competizione                                                          | Reti                                                                  | Note                                                                  |
| --------------------------------------------------------------------- | --------------------------------------------------------------------- | --------------------------------------------------------------------- | --------------------------------------------------------------------- | --------------------------------------------------------------------- | --------------------------------------------------------------------- | --------------------------------------------------------------------- | --------------------------------------------------------------------- |
| 31-3-1973                                                             | Genova                                                                | Italia                                                                | 5 – 0                                                                 | Lussemburgo                                                           | Qual. Mondiali 1974                                                   | -                                                                     | 44’                                                                   |
| 9-6-1973                                                              | Roma                                                                  | Italia                                                                | 2 – 0                                                                 | Brasile                                                               | Amichevole                                                            | -                                                                     |                                                                       |
| 14-6-1973                                                             | Torino                                                                | Italia                                                                | 2 – 0                                                                 | Inghilterra                                                           | Amichevole                                                            | -                                                                     | 71’                                                                   |
| 19-4-1975                                                             | Roma                                                                  | Italia                                                                | 0 – 0                                                                 | Polonia                                                               | Qual. Euro 1976                                                       | -                                                                     |                                                                       |
| 26-10-1975                                                            | Varsavia                                                              | Polonia                                                               | 0 – 0                                                                 | Italia                                                                | Qual. Euro 1976                                                       | -                                                                     |                                                                       |
| 22-11-1975                                                            | Roma                                                                  | Italia                                                                | 1 – 0                                                                 | Paesi Bassi                                                           | Qual. Euro 1976                                                       | -                                                                     |                                                                       |
| 30-12-1975                                                            | Firenze                                                               | Italia                                                                | 3 – 2                                                                 | Grecia                                                                | Amichevole                                                            | 2                                                                     |                                                                       |
| 7-4-1976                                                              | Torino                                                                | Italia                                                                | 3 – 1                                                                 | Portogallo                                                            | Amichevole                                                            | 1                                                                     |                                                                       |
| 23-5-1976                                                             | Washington                                                            | Stati Uniti League XI                                                 | 0 – 4                                                                 | Italia                                                                | Torneo del Bicentenario                                               | 1                                                                     | 62’                                                                   |
| 28-5-1976                                                             | New York                                                              | Inghilterra                                                           | 3 – 2                                                                 | Italia                                                                | Torneo del Bicentenario                                               | -                                                                     |                                                                       |
| 31-5-1976                                                             | New Haven                                                             | Brasile                                                               | 4 – 1                                                                 | Italia                                                                | Torneo del Bicentenario                                               | -                                                                     | 46’                                                                   |
| 5-6-1976                                                              | Milano                                                                | Italia                                                                | 4 – 2                                                                 | Romania                                                               | Amichevole                                                            | -                                                                     | 46’                                                                   |
| 22-9-1976                                                             | Copenaghen                                                            | Danimarca                                                             | 0 – 1                                                                 | Italia                                                                | Amichevole                                                            | 1                                                                     |                                                                       |
| 26-1-1977                                                             | Roma                                                                  | Italia                                                                | 2 – 1                                                                 | Belgio                                                                | Amichevole                                                            | -                                                                     | 58’                                                                   |
| 8-10-1977                                                             | Berlino Ovest                                                         | Germania Ovest                                                        | 2 – 1                                                                 | Italia                                                                | Amichevole                                                            | -                                                                     | 67’                                                                   |
| 21-12-1977                                                            | Liegi                                                                 | Belgio                                                                | 0 – 1                                                                 | Italia                                                                | Amichevole                                                            | -                                                                     |                                                                       |
| 25-1-1978                                                             | Madrid                                                                | Spagna                                                                | 2 – 1                                                                 | Italia                                                                | Amichevole                                                            | -                                                                     |                                                                       |
| 8-2-1978                                                              | Napoli                                                                | Italia                                                                | 2 – 2                                                                 | Francia                                                               | Amichevole                                                            | -                                                                     | 53’                                                                   |
| 23-9-1978                                                             | Firenze                                                               | Italia                                                                | 1 – 0                                                                 | Turchia                                                               | Amichevole                                                            | -                                                                     |                                                                       |
| Totale                                                                |                                                                       | Presenze                                                              | 19                                                                    |                                                                       | Reti                                                                  | 5                                                                     |                                                                       |

| Cronologia completa delle presenze e delle reti in nazionale ― Italia under 21 | Cronologia completa delle presenze e delle reti in nazionale ― Italia under 21 | Cronologia completa delle presenze e delle reti in nazionale ― Italia under 21 | Cronologia completa delle presenze e delle reti in nazionale ― Italia under 21 | Cronologia completa delle presenze e delle reti in nazionale ― Italia under 21 | Cronologia completa delle presenze e delle reti in nazionale ― Italia under 21 | Cronologia completa delle presenze e delle reti in nazionale ― Italia under 21 | Cronologia completa delle presenze e delle reti in nazionale ― Italia under 21 |
| Data                                                                           | Città                                                                          | In casa                                                                        | Risultato                                                                      | Ospiti                                                                         | Competizione                                                                   | Reti                                                                           | Note                                                                           |
| ------------------------------------------------------------------------------ | ------------------------------------------------------------------------------ | ------------------------------------------------------------------------------ | ------------------------------------------------------------------------------ | ------------------------------------------------------------------------------ | ------------------------------------------------------------------------------ | ------------------------------------------------------------------------------ | ------------------------------------------------------------------------------ |
| 1-11-1969                                                                      | Mantova                                                                        | Italia under 21                                                                | 2 – 1                                                                          | Ungheria under 21                                                              | Amichevole                                                                     | 1                                                                              |                                                                                |
| 19-11-1969                                                                     | Deventer                                                                       | Paesi Bassi under 21                                                           | 2 – 0                                                                          | Italia under 21                                                                | Amichevole                                                                     | -                                                                              |                                                                                |
| 18-2-1970                                                                      | Reggio Calabria                                                                | Italia under 21                                                                | 0 – 0                                                                          | Polonia under 21                                                               | Amichevole                                                                     | -                                                                              |                                                                                |
| 6-12-1970                                                                      | Breslavia                                                                      | Polonia under 21                                                               | 2 – 0                                                                          | Italia under 21                                                                | Amichevole                                                                     | -                                                                              |                                                                                |
| 5-5-1971                                                                       | Trieste                                                                        | Italia under 21                                                                | 5 – 2                                                                          | Paesi Bassi under 21                                                           | Amichevole                                                                     | 3                                                                              |                                                                                |
| 15-12-1971                                                                     | Rovigno                                                                        | Jugoslavia                                                                     | 0 – 1                                                                          | Italia                                                                         | Amichevole                                                                     | -                                                                              |                                                                                |
| 23-2-1972                                                                      | Ascoli Piceno                                                                  | Italia                                                                         | 1 – 2                                                                          | Jugoslavia                                                                     | Amichevole                                                                     | -                                                                              |                                                                                |
| Totale                                                                         |                                                                                | Presenze                                                                       | 7                                                                              |                                                                                | Reti                                                                           | 4                                                                              |                                                                                |

### Record

#### Torino
- Calciatore con più marcature (172) in tutte le competizioni ufficiali.
- Calciatore con più marcature segnate in Serie A (134).
- Calciatore con più marcature (29) nelle coppe nazionali.

## Palmarès

### Giocatore

#### Club

##### Competizioni giovanili
- Campionato Primavera: 2

Torino: 1967-1968, 1969-1970

##### Competizioni nazionali
- Coppa Italia: 2

Torino: 1967-1968, 1970-1971
- Campionato italiano: 1

Torino: 1975-1976

#### Individuale
- Capocannoniere della Serie A: 3

1972-1973 (17 gol, ex aequo con Giuseppe Savoldi e Gianni Rivera), 1974-1975 (18 gol), 1975-1976 (21 gol)